# محمد حسين (لاعب كريكت)
محمد حسين (8 أكتوبر 1976 بلاهور في باكستان - 11 أبريل 2022) هو لاعب كريكت باكستاني. شارك في دورة ألعاب الكومنولث 1998. وشارك مع منتخب باكستان للكريكت.

## وصلات خارجية
- محمد حسين على موقع إي آس بي آن كريك إنفو (الإنجليزية)